# Fissidens michoacanus
Fissidens michoacanus är en bladmossart som beskrevs av Thériot 1926. Fissidens michoacanus ingår i släktet fickmossor, och familjen Fissidentaceae. Inga underarter finns listade i Catalogue of Life.